# Глухий зубний проривний
Глухий зубний проривний — приголосний звук, що існує в деяких мовах. У Міжнародному фонетичному алфавіті записується як ⟨t̪⟩ («t» із діактриком дентальної артикуляції). В українській мові цей звук передається на письмі літерою т.

## Назва
- Глухий дентальний зімкнено-проривний
- Глухий дентальний проривний
- Глухий зубний зімкнено-проривний
- Глухий зубний проривний

## Властивості
Властивості глухого зубного проривного:
- Тип фонації — глуха, тобто цей звук вимовляється без вібрації голосових зв'язок.
- Спосіб творення — проривний або зімкнений, тобто повітряний потік повністю перекривається.
- Місце творення — зубне, тобто він артикулюється язиком проти верхніх і/або нижніх зубів.
- Це ротовий приголосний, тобто повітря виходить крізь рот.
- Це центральний приголосний, тобто повітря проходить над центральною частиною язика, а не по боках.
- Механізм передачі повітря — егресивний легеневий, тобто під час артикуляції повітря виштовхується крізь голосовий тракт з легенів, а не з гортані, чи з рота.

## Приклади
| Мова          | Слово     | МФА           | Значення | Примітки                                                                                     |
| ------------- | --------- | ------------- | -------- | -------------------------------------------------------------------------------------------- |
| баскська      | toki      | [t̪oki]        | місце    | Ламінальний зубно-ясенний.                                                                   |
| бенгальська   | তুমি        | [t̪umi]        | ти       | Див. бенгальська фонетика                                                                    |
| білоруська    | стагоддзе | [s̪t̪äˈɣod̪d̪͡z̪ʲe] | століття | Ламінальний зубно-ясенний. Див. білоруська фонетика                                          |
| в'єтнамська   | tuần      | [t̪wən˨˩]      | неділя   | Див. в'єтнамська фонетика                                                                    |
| гінді         | तीन        | [t̪iːn]        | три      | Ламінальний зубно-ясенний Див. фонетика гінді                                                |
| індонезійська | tabir     | [t̪abir]       | штора    | Ламінальний зубно-ясенний.                                                                   |
| іспанська     | tango     | [ˈt̪ãŋɡo̞]      | танго    | Ламінальний зубно-ясенний. Див. іспанська фонетика                                           |
| італійська    | tale      | [ˈt̪ale]       | такий    | Ламінальний зубно-ясенний. Див. італійська фонетика                                          |
| каталанська   | tothom    | [t̪uˈt̪ɔm]      | кожен    | Ламінальний зубно-ясенний. Див. каталанська фонетика                                         |
| киргизька     | туз       | [t̪us̪]         | сіль     | Ламінальний зубно-ясенний.                                                                   |
| латвійська    | tabula    | [ˈt̪äbulä]     | стіл     | Ламінальний зубно-ясенний. Див. латвійська фонетика                                          |
| маратхі       | तबला       | [t̪əbˈlaː]     | табла    | Див. фонетика маратхі                                                                        |
| польська      | tom       | [t̪ɔm]         | том      | Ламінальний зубно-ясенний. Див. польська фонетика                                            |
| пенджабська   | ਤੇਲ        | [t̪eːl]        | олія     | Ламінальний зубно-ясенний.                                                                   |
| російська     | толстый   | [ˈt̪ʷo̞ɫ̪s̪t̪ɨ̞j]   | товстий  | Ламінальний зубно-ясенний. Див. російська фонетика                                           |
| словенська    | tip       | [t̪íːp]        | тип      | Ламінальний зубно-ясенний.                                                                   |
| шведська      | tåg       | [ˈt̪ʰoːɡ]      | поїзд    | Ламінальний зубно-ясенний. Див. шведська фонетика                                            |
| турецька      | at        | [ät̪]          | кінь     | Ламінальний зубно-ясенний. Див. турецька фонетика                                            |
| українська    | брат      | [brɑt̪]        | —        | Перед /и, е, а, о, у/, в кінці слова, та перед твердим приголосним. Див. українська фонетика |
| фінська       | tutti     | [ˈt̪ut̪ːi]      | pacifier | Ламінальний зубно-ясенний. Див. фінська фонетика                                             |
| французька    | tordu     | [t̪ɔʁd̪y]       | кривий   | Ламінальний зубно-ясенний. Див. французька фонетика                                          |